# Montréal-Sud
Pour les articles homonymes, voir Montréal (homonymie).
Montréal-Sud est une ancienne ville du Québec, située dans l'actuel arrondissement du Vieux-Longueuil de la ville de Longueuil. Elle devait son nom à sa position géographique au sud de Montréal, sur la rive sud du fleuve Saint-Laurent.
Le village de Montréal-Sud fut créé en 1906 et est devenu une ville en 1911,. En 1961 elle fusionna avec la cité de Longueuil pour former une nouvelle ville, mais qui garda le nom de la cité.

## Maires
| Maire                           | Début du mandat | Fin du mandat |
| ------------------------------- | --------------- | ------------- |
| John Smillie                    | 1906            | 1910          |
| Napoléon Labonté                | 1910            | 1912          |
| John Smillie                    | 1912            | 1916          |
| Edmond Hardy                    | 1916            | 1924          |
| David McQuaid                   | 1924            | 1932          |
| Henry Hamer                     | 1932            | 1936          |
| Clément Patenaude               | 1936            | 1938          |
| Harry T. Palmer (a démissionné) | 1938            | 1939          |
| James Brindley (a démissionné)  | 1939            | 1942          |
| Robert Gault Keers              | 1942            | 1948          |
| Édouard Richer                  | 1948            | 1950          |
| Aimé Lefebvre                   | 1950            | 1952          |
| Marcel Salette                  | 1952            | 1958          |
| Sylva Charland                  | 1958            | 1961          |